# Mauritius-Wurmschlange
Die Mauritius-Wurmschlange (Madatyphlops cariei, Syn.: Typhlops cariei) ist eine ausgestorbene Schlangenart aus der Familie der Blindschlangen (Typhlopidae). Sie war auf Mauritius endemisch und ist nur von wenigen fossilen Schwanzwirbeln bekannt. Der französische Paläontologe Robert Hoffstetter stellte sie 1946 vorläufig in die Gattung Typhlops, wobei nicht sicher war, ob sie tatsächlich in diese Gattung gehört. 1844 beschrieben André Marie Constant Duméril und Gabriel Bibron die ebenfalls ausgestorbene Blindschlange Cathethorinus melanocephalus. 2010 wurde die Vermutung geäußert, dass beide Arten miteinander verwandt sein könnten. Eine DNA-Analyse würde jedoch keine zufriedenstellenden Ergebnisse bringen, da das Knochenmaterial der beiden Arten in Alkohol konserviert ist. Benannt ist die Mauritius-Wurmschlange nach Paul Carié (1876–1930), ein Amateurnaturforscher, der um das Jahr 1900 im Auftrag des Muséum national d’histoire naturelle Ausgrabungen in der Fundstätte Mare aux Songes machte und dabei die Überreste dieser Art entdeckte.

## Merkmale
Die Mauritius-Wurmschlange ist nur von sieben fossilen Wirbelknochen aus dem mittleren Bereich des Schwanzes bekannt. Das Material umfasst zwei Reihen von zusammenhängenden Wirbeln und einen isolierten Wirbelknochen. Mit einer geschätzten Länge von mehr als 200 mm war die Art deutlich länger als die Blumentopfschlange (Ramphotyphlops braminus), eine Blindschlange, die heute noch auf Mauritius vorkommt. Ferner unterschied sich die Mauritius-Wurmschlange durch verschiedene Eigenschaften der Wirbelmorphologie.

## Aussterben
1994 wurde die Mauritius-Wurmschlange in die Rote Liste der ausgestorbenen Arten der IUCN aufgenommen. Die Art starb vermutlich im 17. Jahrhundert infolge der Nachstellung durch eingeführte Beutegreifer aus.